# Stanisław Żelski (podczaszy dobrzyński)
Stanisław Żelski herbu Ogończyk (ur. ok. 1560, zm. 1624) – podczaszy dobrzyński.
Od co najmniej 1588 roku podczaszy dobrzyński, zmarł przed 25 stycznia 1624 rokiem.
Żonaty z Katarzyną Kostrzanką herbu Dąbrowa, stryjenką świętego Stanisława, córką Macieja z Rostkowa i Barbary Komorowskiej herbu Korczak, sędzicówny bełskiej. 